# Luigi Rosa (pittore)
Luigi Rosa (Venezia, 6 agosto 1850 – Roma, 1919) è stato un pittore italiano.

## Biografia
Sua figlia Maria Rosa sposò Gian Francesco Malipiero, direttore d'orchestra e pianista.

## Opere
- Interno della chiesa dei Frari a Venezia
- Sul Livenza;
- Maremma;
- Un rio;
- Un campo a Venezia e Sul Gorgazzo.
- Araldi;
- In laguna;
- In laguna dopo la pioggia;
- A Chioggia;
- In marzo
- Mattino d'estate sulla laguna;
- Venezia, pescheria;
- Venezia, sul prato;
- In principio d'autunno.
- San Marco;
- Nubi d'estate;
- Venice, case di pescatori;
- Crepuscolo;
- Alla Giudecca.[1]